# Goa, Daman i Diu

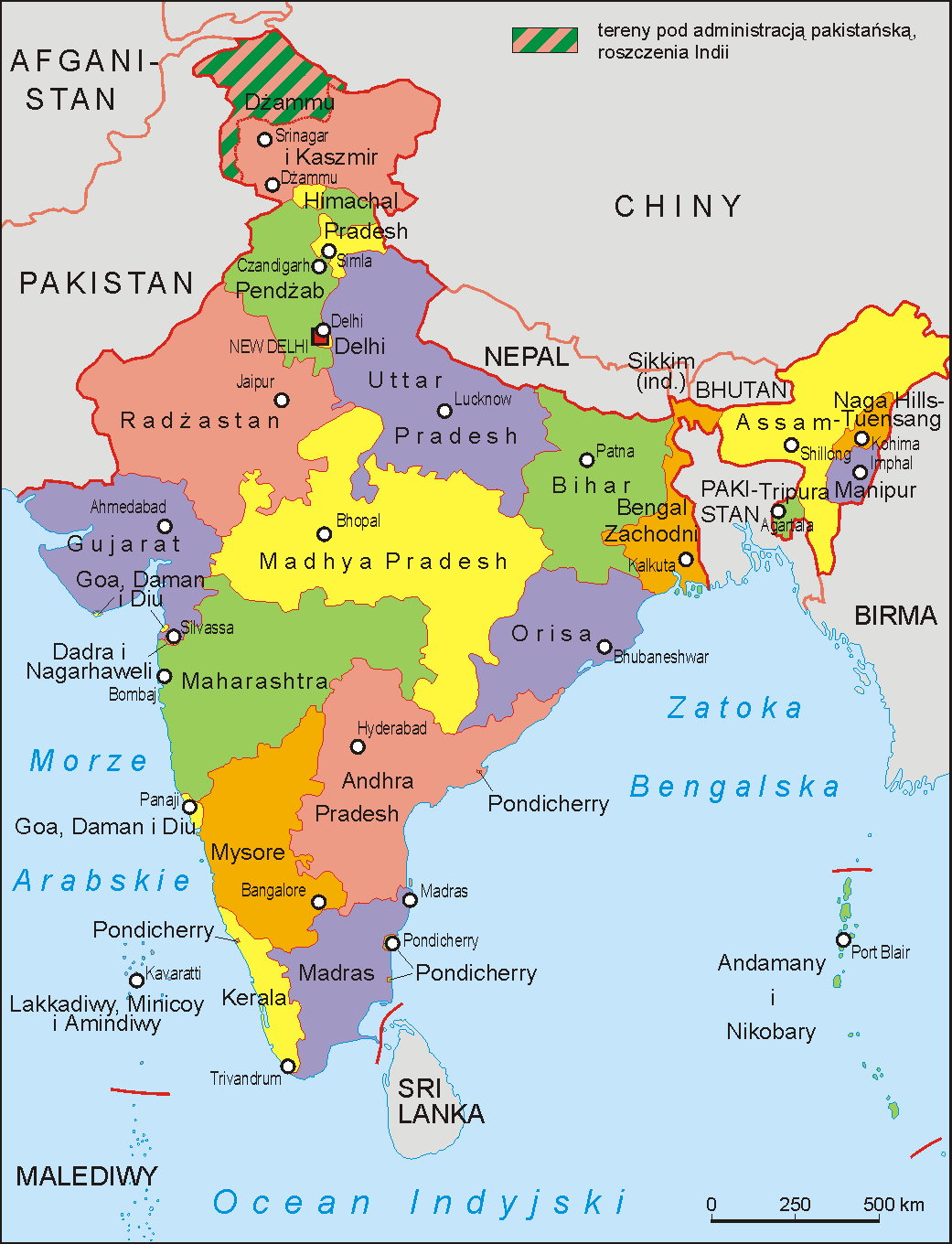
Mapa administracyjna Indii w roku 1961

Goa, Daman i Diu – istniejące w latach 1962–1987 indyjskie terytorium związkowe, w skład którego wchodziły trzy terytoria na zachodnim wybrzeżu kraju: Diu – 40 km², Daman – 72 km² i Goa – 3,7 tys. km².
Jego łączna powierzchnia wynosiła ok. 3,8 tys. km², a w 1981 zamieszkiwało go 1087 tys. mieszk. (1981), z czego 3/4 w Goa. Stolicą terytorium było Panaji (port. Nova Goa) – 40 tys. mieszk.
Terytorium Goa, Daman i Diu zostało utworzone w 1962 roku z byłych portugalskich kolonii tworzących tzw. Indie Portugalskie. W 1987 podzielone zostało na terytorium związkowe Daman i Diu oraz stan Goa.